# وتستمر الأيام (مسلسل)
وتستمر الأيام، مسلسل درامي اجتماعي خليجي كويتي مكون من 30 حلقة.

## قصة المسلسل
سفير يفترسه مرض السرطان ويحاول جاهدًا التغلب عليه فهل يستطيع أن يحقق هذا هل ستعامل معه بدبلوماسية السفير ؟!. بالإضافة إلى تسليط الضوء على العلاقات الأسرية علاقة الأخ وإخوانه، الأب وأبنائه والزوج والزوجة، وكذلك هناك خط اقتصادي أسلط عبره الضوء على المضاربة في البورصة فالمسلسل يحمل أكثر من خط درامي مشوق يدور في ثلاث مراحل ونهاية كل مرحلة منهم بداية لما بعدها وهكذا من دون أن يشعر المتفرج لأنه سيقدم له بأسلوب سلس مريح للعين بالطبع سيساعد على إيصالها المخرج المتمكن من أدواته والمبدع البيلي أحمد.